# ماونت أوليف (رواية)
ماونت أوليف  (بالإنجليزية: Mountolive)‏ هي ثالث روايات رباعية الإسكندرية للكاتب البريطاني لورانس داريل، نشرت عام 1958، عن دار نشر فابر آند فابر. 